# Macrostylis tumulosa
Macrostylis tumulosa là một loài chân đều trong họ Macrostylidae. Loài này được Mezhov miêu tả khoa học năm 1989.